# 超級閃焰
超級閃焰'是在像我們太陽的恆星上可以觀察到的非常強烈的爆炸，它所產生的能量是典型太陽閃焰的百萬倍或更高的水準。有人認為這種噴發可能是恆星磁場與一顆行星，推斷類似於木星，的磁場交互作用產生的。

## 超級焰星
截至2000年,已經發現的焰星有9顆，有些與我們的太陽相似。這種閃焰釋放出的能量是太陽最大的日冕物質拋射能量的100倍至1000萬倍。

## 詳情
超級閃焰會使恆星的亮度增加為正常亮度的20倍，而光度增加1000倍，它們可能最少持續幾個小時到一個星期。如果太陽釋放出一個超級閃焰，這個超級閃焰將使冬天溫暖的像夏天。地球的臭氧層可能會被這個閃焰所攜帶的帶電粒子摧毀，並且即使遠離太陽在木星距離上的衛星，在白天這一側表面的冰也會被融化，而在閃焰漸漸減弱後又會再凍結。沒有任何證據顯示太陽系在過去曾經發生過超級閃焰。

## 在科幻
在影片，末日預言 (2009年)，依據不嚴謹的聖經故事，世界是被超级閃焰毀滅的。
在拉瑞尼文的短篇故事"無常月亮"中，超級閃焰將白天這一側的地球毀於一旦。